# Municipio de Scioto (condado de Ross)
El municipio de Scioto (en inglés: Scioto Township) es un municipio ubicado en el condado de Ross en el estado estadounidense de Ohio. En el año 2010 tenía una población de 27721 habitantes y una densidad poblacional de 261,65 personas por km².

## Geografía
El municipio de Scioto se encuentra ubicado en las coordenadas 39°18′58″N 82°59′46″O / 39.31611, -82.99611. Según la Oficina del Censo de los Estados Unidos, el municipio tiene una superficie total de 105.95 km², de la cual 103.19 km² corresponden a tierra firme y (2.61%) 2.76 km² es agua.

## Demografía
Según el censo de 2010, había 27721 personas residiendo en el municipio de Scioto. La densidad de población era de 261,65 hab./km². De los 27721 habitantes, el municipio de Scioto estaba compuesto por el 88.78% blancos, el 6.58% eran afroamericanos, el 0.33% eran amerindios, el 0.56% eran asiáticos, el 0.01% eran isleños del Pacífico, el 0.41% eran de otras razas y el 3.33% pertenecían a dos o más razas. Del total de la población el 1.25% eran hispanos o latinos de cualquier raza.